# Danske medlemmer af Europa-Parlamentet 2019-2024
Liste over de danske medlemmer af Europaparlamentet, valgt ved EP-valget den 26. maj 2019. For første gang valgtes 14 medlemmer af parlamentet i Danmark mod hidtidige 13, forårsaget af Storbritanniens udmeldelse af EU. Da den britiske udmeldelse endnu ikke var effektueret ved valgets afholdelse, kunne det 14. (yderste) mandat, Linea Søgaard-Lidell fra Venstre, først indtage sin plads i Europaparlamentet, den dag, Storbritannien officielt trådte ud af EU.
| Parti                       | Mandater                 | Forskel fra 2014 |
| --------------------------- | ------------------------ | ---------------- |
| Venstre                     | 4 (inkl. det 14. mandat) | +2               |
| Socialdemokratiet           | 3                        | 0                |
| SF                          | 2                        | +1               |
| Radikale Venstre            | 2                        | +1               |
| Dansk Folkeparti            | 1                        | -3               |
| Det Konservative Folkeparti | 1                        | 0                |
| Enhedslisten                | 1                        | +1               |
| Folkebevægelsen mod EU      | 0                        | -1               |
| Alternativet                | 0                        | 0                |
| Liberal Alliance            | 0                        | 0                |

- Margrete Auken (SF)
- Asger Christensen (V)
- Niels Fuglsang (S)
- Søren Gade (V)
- Marianne Vind har afløst Jeppe Kofod (S)
- Peter Kofod (DF)
- Morten Løkkegaard (V)
- Karen Melchior (RV)
- Kira Marie Peter-Hansen har afløst Karsten Hønge (SF)
- Morten Helveg Petersen (RV)
- Christel Schaldemose (S)
- Linea Søgaard-Lidell (V)
- Nikolaj Villumsen (EL)
- Pernille Weiss (KF)

Oprindeligt gik SF's andet mandat til Karsten Hønge, men da han i forvejen sad i Folketinget og genopstillede til samme ved Folketingsvalget 5. juni 2019, valgte han frivilligt at afsige sig pladsen og i stedet give den videre til suppleanten Kira Marie Peter-Hansen.
Marianne Vind var første stedfortræder for Socialdemokratiet, så da Jeppe Kofod 27. juni 2019 blev udpeget til udenrigsminister i regeringen Mette Frederiksen, kom Marianne Vind i Europa-Parlamentet